# DWM (火薬メーカー)
DWM（独: Deutsche Waffen und Munitionsfabriken, ドイツ武器弾薬製造社）は、ドイツの火薬メーカー。9x19mmパラベラム弾などを開発した。ルガーP08の開発で知られるゲオルグ・ルガーはDWM社の技師であった。